# Feel the Love (Rudimental)
Feel the Love is een nummer van de Britse groep Rudimental en John Newman. Bij zijn binnenkomst in de UK Singles Chart op 3 juni 2012 werd het nummer meteen een nummer 1-hit. Hierbij was het meteen de eerste nummer 1-hit ooit voor het Amerikaanse platenlabel Asylum Records, dat op dat moment reeds 41 jaar bestond. Het nummer is onder andere gebruikt als soundtrack in de videogame Need for Speed: Most Wanted.

## Tracklist
1. Feel The Love (Original Mix) (3:39)
2. Feel The Love (Fred V & Grafix Remix)	 (4:48)
3. Feel The Love (Cutline Remix) (5:22)
4. Feel The Love (Scuba Remix) (7:11)
5. Feel The Love (Rudimental VIP) (6:40)

## Hitnoteringen

### Nederlandse Top 40
| Hitnotering: 09-06-2012 t/m 20-10-2012 | Hitnotering: 09-06-2012 t/m 20-10-2012 | Hitnotering: 09-06-2012 t/m 20-10-2012 | Hitnotering: 09-06-2012 t/m 20-10-2012 | Hitnotering: 09-06-2012 t/m 20-10-2012 | Hitnotering: 09-06-2012 t/m 20-10-2012 | Hitnotering: 09-06-2012 t/m 20-10-2012 | Hitnotering: 09-06-2012 t/m 20-10-2012 | Hitnotering: 09-06-2012 t/m 20-10-2012 | Hitnotering: 09-06-2012 t/m 20-10-2012 | Hitnotering: 09-06-2012 t/m 20-10-2012 | Hitnotering: 09-06-2012 t/m 20-10-2012 | Hitnotering: 09-06-2012 t/m 20-10-2012 | Hitnotering: 09-06-2012 t/m 20-10-2012 | Hitnotering: 09-06-2012 t/m 20-10-2012 | Hitnotering: 09-06-2012 t/m 20-10-2012 | Hitnotering: 09-06-2012 t/m 20-10-2012 | Hitnotering: 09-06-2012 t/m 20-10-2012 | Hitnotering: 09-06-2012 t/m 20-10-2012 | Hitnotering: 09-06-2012 t/m 20-10-2012 | Hitnotering: 09-06-2012 t/m 20-10-2012 | Hitnotering: 09-06-2012 t/m 20-10-2012 |
| Week:                                  | 1                                      | 2                                      | 3                                      | 4                                      | 5                                      | 6                                      | 7                                      | 8                                      | 9                                      | 10                                     | 11                                     | 12                                     | 13                                     | 14                                     | 15                                     | 16                                     | 17                                     | 18                                     | 19                                     | 20                                     |                                        |
| -------------------------------------- | -------------------------------------- | -------------------------------------- | -------------------------------------- | -------------------------------------- | -------------------------------------- | -------------------------------------- | -------------------------------------- | -------------------------------------- | -------------------------------------- | -------------------------------------- | -------------------------------------- | -------------------------------------- | -------------------------------------- | -------------------------------------- | -------------------------------------- | -------------------------------------- | -------------------------------------- | -------------------------------------- | -------------------------------------- | -------------------------------------- | -------------------------------------- |
| Positie:                               | 27                                     | 14                                     | 7                                      | 2                                      | 2                                      | 2                                      | 2                                      | 2                                      | 2                                      | 4                                      | 5                                      | 7                                      | 7                                      | 9                                      | 12                                     | 13                                     | 26                                     | 27                                     | 33                                     | 40                                     | uit                                    |

### NederlandseSingle Top 100
| Hitnotering: (week 1 t/m 25) 02-06-2012 t/m 17-11-2012 Hitnotering: (week 26 t/m) 22-06-2013 t/m | Hitnotering: (week 1 t/m 25) 02-06-2012 t/m 17-11-2012 Hitnotering: (week 26 t/m) 22-06-2013 t/m | Hitnotering: (week 1 t/m 25) 02-06-2012 t/m 17-11-2012 Hitnotering: (week 26 t/m) 22-06-2013 t/m | Hitnotering: (week 1 t/m 25) 02-06-2012 t/m 17-11-2012 Hitnotering: (week 26 t/m) 22-06-2013 t/m | Hitnotering: (week 1 t/m 25) 02-06-2012 t/m 17-11-2012 Hitnotering: (week 26 t/m) 22-06-2013 t/m | Hitnotering: (week 1 t/m 25) 02-06-2012 t/m 17-11-2012 Hitnotering: (week 26 t/m) 22-06-2013 t/m | Hitnotering: (week 1 t/m 25) 02-06-2012 t/m 17-11-2012 Hitnotering: (week 26 t/m) 22-06-2013 t/m | Hitnotering: (week 1 t/m 25) 02-06-2012 t/m 17-11-2012 Hitnotering: (week 26 t/m) 22-06-2013 t/m | Hitnotering: (week 1 t/m 25) 02-06-2012 t/m 17-11-2012 Hitnotering: (week 26 t/m) 22-06-2013 t/m | Hitnotering: (week 1 t/m 25) 02-06-2012 t/m 17-11-2012 Hitnotering: (week 26 t/m) 22-06-2013 t/m | Hitnotering: (week 1 t/m 25) 02-06-2012 t/m 17-11-2012 Hitnotering: (week 26 t/m) 22-06-2013 t/m | Hitnotering: (week 1 t/m 25) 02-06-2012 t/m 17-11-2012 Hitnotering: (week 26 t/m) 22-06-2013 t/m | Hitnotering: (week 1 t/m 25) 02-06-2012 t/m 17-11-2012 Hitnotering: (week 26 t/m) 22-06-2013 t/m | Hitnotering: (week 1 t/m 25) 02-06-2012 t/m 17-11-2012 Hitnotering: (week 26 t/m) 22-06-2013 t/m | Hitnotering: (week 1 t/m 25) 02-06-2012 t/m 17-11-2012 Hitnotering: (week 26 t/m) 22-06-2013 t/m | Hitnotering: (week 1 t/m 25) 02-06-2012 t/m 17-11-2012 Hitnotering: (week 26 t/m) 22-06-2013 t/m |
| Week:                                                                                            | 1                                                                                                | 2                                                                                                | 3                                                                                                | 4                                                                                                | 5                                                                                                | 6                                                                                                | 7                                                                                                | 8                                                                                                | 9                                                                                                | 10                                                                                               | 11                                                                                               | 12                                                                                               | 13                                                                                               | 14                                                                                               |                                                                                                  |
| ------------------------------------------------------------------------------------------------ | ------------------------------------------------------------------------------------------------ | ------------------------------------------------------------------------------------------------ | ------------------------------------------------------------------------------------------------ | ------------------------------------------------------------------------------------------------ | ------------------------------------------------------------------------------------------------ | ------------------------------------------------------------------------------------------------ | ------------------------------------------------------------------------------------------------ | ------------------------------------------------------------------------------------------------ | ------------------------------------------------------------------------------------------------ | ------------------------------------------------------------------------------------------------ | ------------------------------------------------------------------------------------------------ | ------------------------------------------------------------------------------------------------ | ------------------------------------------------------------------------------------------------ | ------------------------------------------------------------------------------------------------ | ------------------------------------------------------------------------------------------------ |
| Positie:                                                                                         | 25                                                                                               | 16                                                                                               | 7                                                                                                | 3                                                                                                | 3                                                                                                | 2                                                                                                | 2                                                                                                | 2                                                                                                | 4                                                                                                | 6                                                                                                | 7                                                                                                | 13                                                                                               | 12                                                                                               | 20                                                                                               |                                                                                                  |
| Week:                                                                                            | 15                                                                                               | 16                                                                                               | 17                                                                                               | 18                                                                                               | 19                                                                                               | 20                                                                                               | 21                                                                                               | 22                                                                                               | 23                                                                                               | 24                                                                                               | 25                                                                                               |                                                                                                  | 26                                                                                               | 27                                                                                               |                                                                                                  |
| Positie:                                                                                         | 18                                                                                               | 21                                                                                               | 40                                                                                               | 40                                                                                               | 40                                                                                               | 58                                                                                               | 64                                                                                               | 62                                                                                               | 90                                                                                               | 91                                                                                               | 76                                                                                               | uit                                                                                              | 91                                                                                               |                                                                                                  |                                                                                                  |

### VlaamseUltratop 50
| Hitnotering: 02-06-2012 t/m 20-10-2012 | Hitnotering: 02-06-2012 t/m 20-10-2012 | Hitnotering: 02-06-2012 t/m 20-10-2012 | Hitnotering: 02-06-2012 t/m 20-10-2012 | Hitnotering: 02-06-2012 t/m 20-10-2012 | Hitnotering: 02-06-2012 t/m 20-10-2012 | Hitnotering: 02-06-2012 t/m 20-10-2012 | Hitnotering: 02-06-2012 t/m 20-10-2012 | Hitnotering: 02-06-2012 t/m 20-10-2012 | Hitnotering: 02-06-2012 t/m 20-10-2012 | Hitnotering: 02-06-2012 t/m 20-10-2012 | Hitnotering: 02-06-2012 t/m 20-10-2012 | Hitnotering: 02-06-2012 t/m 20-10-2012 | Hitnotering: 02-06-2012 t/m 20-10-2012 | Hitnotering: 02-06-2012 t/m 20-10-2012 | Hitnotering: 02-06-2012 t/m 20-10-2012 | Hitnotering: 02-06-2012 t/m 20-10-2012 | Hitnotering: 02-06-2012 t/m 20-10-2012 | Hitnotering: 02-06-2012 t/m 20-10-2012 | Hitnotering: 02-06-2012 t/m 20-10-2012 |
| Week:                                  | 1                                      | 2                                      | 3                                      | 4                                      | 5                                      | 6                                      | 7                                      | 8                                      | 9                                      | 10                                     | 11                                     | 12                                     | 13                                     | 14                                     | 15                                     | 16                                     | 17                                     | 18                                     |                                        |
| -------------------------------------- | -------------------------------------- | -------------------------------------- | -------------------------------------- | -------------------------------------- | -------------------------------------- | -------------------------------------- | -------------------------------------- | -------------------------------------- | -------------------------------------- | -------------------------------------- | -------------------------------------- | -------------------------------------- | -------------------------------------- | -------------------------------------- | -------------------------------------- | -------------------------------------- | -------------------------------------- | -------------------------------------- | -------------------------------------- |
| Positie:                               | 17                                     | 11                                     | 9                                      | 4                                      | 2                                      | 3                                      | 4                                      | 4                                      | 5                                      | 8                                      | 9                                      | 9                                      | 13                                     | 14                                     | 17                                     | 35                                     | 38                                     | 48                                     | uit                                    |